# العلاقات النمساوية الإسرائيلية
العلاقات النمساوية الإسرائيلية هي العلاقات الثنائية التي تجمع بين النمسا وإسرائيل.

## مقارنة بين البلدين
هذه مقارنة عامة ومرجعية للدولتين:
| وجه المقارنة                                              | النمسا                                                    | إسرائيل                                                             |
| --------------------------------------------------------- | --------------------------------------------------------- | ------------------------------------------------------------------- |
| المساحة (كم2)                                             | 83.86 ألف                                                 | 20.77 ألف                                                           |
| عدد السكان (نسمة)                                         | 8.81 مليون                                                | 8.89 مليون                                                          |
| الكثافة السكانية (ن./كم²)                                 | 105.06                                                    | 428.02                                                              |
| العاصمة                                                   | فيينا                                                     | القدس                                                               |
| اللغة الرسمية                                             | اللغة الألمانية، لغة الإشارة النمساوية ‏                   | اللغة العبرية، اللغة العربية                                        |
| العملة                                                    | يورو، شلن نمساوي، رايخ مارك، شلن نمساوي                   | شيكل إسرائيلي جديد، شيكل إسرائيلي قديم، جنيه فلسطيني، جنيه إسرائيلي |
| الناتج المحلي الإجمالي (بليون دولار)                      | 416.60 مليار                                              | 350.85 مليار                                                        |
| الناتج المحلي الإجمالي (تعادل القوة الشرائية) بليون دولار | 426.99 مليار                                              | 306.51 مليار                                                        |
| الناتج المحلي الإجمالي الاسمي للفرد دولار أمريكي          | 43.77 ألف                                                 | 35.73 ألف                                                           |
| الناتج المحلي الإجمالي للفرد دولار أمريكي                 | 47.68 ألف                                                 | 36.58 ألف                                                           |
| مؤشر التنمية البشرية                                      | 0.885                                                     | 0.899                                                               |
| رمز المكالمات الدولي                                      | +43                                                       | +972                                                                |
| رمز الإنترنت                                              | .at                                                       | .il                                                                 |
| المنطقة الزمنية                                           | توقيت وسط أوروبا، ت ع م+01:00، ت ع م+02:00، أوروبا/فيينا ‏ | توقيت إسرائيل، Israel Summer Time ‏                                  |

## مدن متوأمة
في ما يلي قائمة باتفاقيات التوأمة بين مدن نمساوية وإسرائيلية:
- ترتبط بريغنز مع عكا باتفاقية توأمة.
- ترتبط كلاغنفورت مع الناصرة باتفاقية توأمة منذ 2001.[17][18][19][20]
- ترتبط فيينا مع تل أبيب باتفاقية توأمة منذ 20 نوفمبر 1990.

## منظمات دولية مشتركة
يشترك البلدان في عضوية مجموعة من المنظمات الدولية، منها:
| علم المنظمة | اسم المنظمة                               | تاريخ انضمام النمسا | تاريخ انضمام إسرائيل |
| ----------- | ----------------------------------------- | ------------------- | -------------------- |
|             | مؤسسة التنمية الدولية                     | 28 يونيو 1961       | 22 ديسمبر 1960       |
|             | منظمة التعاون الاقتصادي والتنمية          | ?                   | 7 سبتمبر 2010        |
|             | الأمم المتحدة                             | 14 ديسمبر 1955      | 11 مايو 1949         |
|             | منظمة التجارة العالمية                    | ?                   | 21 أبريل 1995        |
|             | منظمة الشرطة الجنائية الدولية             | ?                   | ?                    |
|             | المركز الدولي لتسوية المنازعات الاستشارية | 24 يونيو 1971       | 22 يوليو 1983        |
|             | الاتحاد الدولي للاتصالات                  | 1866                | 24 يونيو 1948        |
|             | الفريق المعني برصد الأرض                  | ?                   | ?                    |
|             | البنك الدولي للإنشاء والتعمير             | 27 أغسطس 1948       | 12 يوليو 1954        |
|             | الاتحاد البريدي العالمي                   | ?                   | ?                    |
|             | مؤسسة التمويل الدولية                     | 28 سبتمبر 1956      | 26 سبتمبر 1956       |
|             | وكالة ضمان الاستثمار متعدد الأطراف        | 16 ديسمبر 1997      | 21 مايو 1992         |
|             | يونسكو                                    | 13 أغسطس 1948       | 16 سبتمبر 1949       |

## أعلام
هذه قائمة لبعض الشخصيات التي تربطها علاقات بالبلدين:
- تمناع براور (مغنية نمساوية، 1961 – )
- دورون رابينوفيتشي (2 ديسمبر 1961[27] – )
- غال غادوت (ممثلة وعارضة أزياء إسرائيلية، 30 أبريل 1985 – )

## وصلات خارجية
- موقع وزارة الخارجية النمساوية
- موقع وزارة الخارجية الإسرائيلية